# オデッサ・ファイル
『オデッサ・ファイル』（The Odessa File ）は、イギリスの作家フレデリック・フォーサイスが書いたサスペンス・スリラー小説。1972年にヴァイキング・プレスから出版された。

## 概要
若いドイツ人記者と元ナチのための秘密組織「オデッサ」との間の暗闘を描く。処女作『ジャッカルの日』と並ぶイギリスの作家、フレデリック・フォーサイスの代表作。
タイトルは、西ドイツ司法省宛に1964年2月末、匿名の人物によって郵送で引き渡された、「オデッサ」の支援を受け海外逃亡した元親衛隊（SS）隊員達の、顔写真や詳細な所在などを記録したファイルの通称にちなむ。1974年に映画化された。

## ストーリー
ナチス政権下でユダヤ人の絶滅政策を遂行してきたSSの幹部たちは降伏直前、連合国軍の追及を逃れ、南米への逃亡や身分を隠して新生西ドイツ社会への浸透を支援し、また名誉回復のプロパガンダをするなど庇護を行なう秘密組織、「オデッサ」を立ち上げていた。
西ドイツのルポライター、ペーター・ミラーは、ケネディ大統領暗殺事件と同時期に自殺した一人の老ユダヤ人が遺していた日記をきっかけに、老人がオストラントの強制収容所から解放された一人であること、所長エドゥアルト・ロシュマンは司法の追及を逃れて国内で堂々と生活している事を知る。しかもロシュマンは、ドイツ国防軍大尉だったペーターの父・エルウィンを自身に逆らったとして殺害し、戦死に仕立て上げた人物だった（父が戦死した日付・場所と、日記に記された大尉が射殺された場所、しかも柏葉・剣付騎士鉄十字章受章者であったことまで一致していた）。 
愛車であるジャガー・XK150Sを乗りまわしつつ、その所在を掴もうと試みるが、“過去の克服”を続ける一部の関係者以外、周囲の全てが“ナチの亡霊”から目を背けていることを知らされ、ついには同志を庇おうとするオデッサの妨害が、ペーターを命の危険に曝すようになる。
ついにペーターは、ウィーンで「ナチ・ハンター」のサイモン・ヴィーゼンタールから情報を得て帰国直後、ミュンヘンでの滞在中に知り合った、“親衛隊員に法の裁きなど不要、ホロコーストの犠牲者同様亡き者にすべし”と主張している元被収容者（アウシュヴィッツ＝ビルケナウ強制収容所、ブーヘンヴァルト強制収容所、カイザーヴァルト強制収容所の経験者達）で作るユダヤ人過激派グループの力を借り、居場所を突き止めたら彼らを通じてイスラエル諜報特務庁（モサド）に知らせる条件の下に、6週間にわたる特訓を受けて“元SS曹長ロルフ・コルプ”になりすまし、組織に潜り込む。
モサドの目的は、この元所長を中心として1960年代にナチ残党がエジプト・ガマール・アブドゥル＝ナーセル政権と組んで計画したイスラエル壊滅作戦の阻止でもあった。オデッサのドイツ国内での組織長（通称「狼男」。表の顔は弁護士）と接触後も、愛車に乗り続けたため正体が発覚、オデッサの差し向けた殺し屋・マッケンゼンに追われることになる。しかしそれとは知らず追撃をかわしたペーターの行動は、偶然にも追われながら訪れた先々でオデッサ関係者を一人ずつ葬ることになった。
調査の過程で面識のある金庫破りに盗ませて入手した「オデッサ・ファイル」で元所長の身元を所在とともに確認し、ファイルを司法省に引き渡す手筈を整えた上で、元所長を司直の手に渡すべく対峙したペーターだったが愛車を爆破（その工作もマッケンゼンの仕業）され、さらに駆けつけたマッケンゼンに殺されかける。しかしモサドがオデッサの計画の詳細を知ってユダヤ人過激派グループのもとへ急遽派遣したオフィサー、ベンシャウル少佐によって、マッケンゼンが討たれたことで救われて、九死に一生を得る。また元所長も南米へ逃亡したことで、オデッサのイスラエル消滅計画は水泡に帰し、さらにファイルが当局に渡ったことは西ドイツ国内のオデッサにも大打撃を与えた。
そしてペーターが持ち歩いてきた老ユダヤ人の日記は、ベンシャウルが母国へ持ち帰り、結びに記された遺言のとおりにヤド・バシェムでその老ユダヤ人を慰霊した。時に1964年2月26日のことだった。
またイスラエル消滅計画の動機は、アメリカの仲介で西ドイツ・イスラエル間に締結されていた（アメリカから西ドイツ経由でイスラエルへ行なわれる）武器供与協定が、ケネディ暗殺によって破棄されると見込む希望的観測だったが、それに反し協定はその後も破棄されず、ペーターがヴィーゼンタールと接触すべくオーストリアへ向かう途中ミュンヘン郊外ですれ違った、冬季演習中のアメリカ製戦車もイスラエルへ移され、塗装と愛称を替えて第三次中東戦争の戦場で活躍した。

## 逸話
登場人物の元強制収容所長エドゥアルト・ロシュマンは、実在の人物。リガにあったカイザーヴァルト強制収容所の歴代所長の一人で、“リガの屠殺人”と呼ばれた。1977年8月、パラグアイで死亡が確認されている。
フォーサイスはロシュマンをはじめ、実在のナチス関係者や組織についてかなり詳細な情報を入手して作品を執筆したとされる。後年、ロシュマンの検死をした関係者が「フォーサイスの小説では、ロシュマンは逃亡中に足の指を数本欠損したと書いてあったが、それは事実だった」と述べている。この作品の出版に当たっては、作者のフォーサイスの元には多くの脅迫状が届いたと言う。

## 日本語訳
- 『オデッサ・ファイル』篠原慎 訳. 角川書店, 1974 のち文庫

## 映画
1974年に映画化。ロナルド・ニーム監督。
ジョン・ヴォイト主演。ジョン・ウルフ製作。

### キャスト
| 役名                       | 俳優                              | 日本語吹替                     |
| 役名                       | 俳優                              | テレビ朝日版                   |
| -------------------------- | --------------------------------- | ------------------------------ |
| ペーター・ミラー           | ジョン・ヴォイト                  | 天田俊明                       |
| エドゥアルト・ロシュマン   | マクシミリアン・シェル            | 高橋昌也                       |
| ペーターの母               | マリア・シェル                    | 平井道子                       |
| ジギー                     | メアリー・タム                    | 小谷野美智子                   |
| クラウス・ヴェンツァー     | デレク・ジャコビ                  | 嶋俊介                         |
| リヒャルト・グリュックス   | ハンネス・メッセマー              | 西田昭市                       |
| サイモン・ヴィーゼンタール | シュミュエル・ロデンスキー        | 寄山弘                         |
| ウェルナー・ダイルマン     | エルンスト・シュレーダー          | 島宇志夫                       |
| カール・ブラウン警部       | グンナー・モラー                  | 村越伊知郎                     |
| デヴィッド・ポラート       | ポール・ジェフリー                | 北村弘一                       |
| フランツ・バイエル         | ノエル・ウィルマン                | 大木民夫                       |
| グスタヴ・マッケンセン     | クラウス・レーヴィッチ            | 日高晤郎                       |
| サロモン・タウバー         | タウジェ・クライナー              | 巌金四郎                       |
| クニック                   | ギュンター・シュトラック          | 上田敏也                       |
| アルフレッド・オスター     | クルト・マイゼル                  | 藤本譲                         |
| マルクス                   | マルティン・ブラント              | 松村彦次郎                     |
| グライファー将軍           | ギュンター・マイスナー            | 石井敏郎                       |
| 大佐                       | アレクサンドル・ゴリング          | 田中康郎                       |
| フロー・ヴェンツァー       | エリザーベト・ノイマン=フィアテル | 京田尚子                       |
| ギゼル                     | クリスティン・ウォデツキー        | 弥永和子                       |
| エスター・タウバー         | ミリアム・マーラー                | 有馬瑞香                       |
| ドイツ国防軍大尉           | オスカー・ウェルナー              | 日高晤郎                       |
| 不明 その他                |                                   | 村山明                         |
|                            |                                   |                                |
| 演出                       | 演出                              | 山田悦司                       |
| 翻訳                       | 翻訳                              | 進藤光太                       |
| 効果                       | 効果                              | PAG                            |
| 調整                       | 調整                              | 山田太平                       |
| 制作                       | 制作                              | 日米通信社                     |
| 解説                       | 解説                              | 淀川長治                       |
| 初回放送                   | 初回放送                          | 1979年11月4日 『日曜洋画劇場』 |